# Municipio de Lyme
El municipio de Lyme (en inglés: Lyme Township) es un municipio ubicado en el condado de Huron en el estado estadounidense de Ohio. En el año 2010 tenía una población de 853 habitantes y una densidad poblacional de 14,42 personas por km².

## Geografía
El municipio de Lyme se encuentra ubicado en las coordenadas 41°14′56″N 82°46′49″O / 41.24889, -82.78028. Según la Oficina del Censo de los Estados Unidos, el municipio tiene una superficie total de 59.14 km², de la cual 58,98 km² corresponden a tierra firme y (0,28 %) 0,16 km² es agua.

## Demografía
Según el censo de 2010, había 853 personas residiendo en el municipio de Lyme. La densidad de población era de 14,42 hab./km². De los 853 habitantes, el municipio de Lyme estaba compuesto por el 97,77 % blancos, el 0,12 % eran afroamericanos, el 0,7 % eran asiáticos y el 1,41 % eran de una mezcla de razas. Del total de la población el 2,11 % eran hispanos o latinos de cualquier raza.